# Seymouriidae
Seymouriidae — вимерла родина примітивних земноводних, що існувала у кінці пермського періоду 280-270 млн років тому. Скам'янілі рештки представників родини знайдені у США (Оклахома, Колорадо, Нью-Мексико, Техас) та у Німеччині.

## Роди
- Conodectes
- Gnorhinosuchus
- Kotlassia
- Otocoelus
- Rhinosauriscus
- Seymouria

| Цератопс | Це незавершена стаття з палеонтології. Ви можете допомогти проєкту, виправивши або дописавши її. |